# ألبرتو ماسياس
ألبرتو ماسياس (بالإسبانية: Alberto Macías)‏ (28 ديسمبر 1969 بغوادالاخارا في المكسيك - ) هو لاعب كرة قدم مكسيكي في مركز الدفاع، شارك في الألعاب الأولمبية الصيفية 1992. وشارك مع منتخب المكسيك تحت 23 سنة لكرة القدم ومنتخب المكسيك لكرة القدم. أما مع النوادي، فقد لعب مع أتلانتي إف سي وكروز آزول ونادي أطلس ونادي أمريكا ونادي تولوكا ونادي سان لويس.

## وصلات خارجية
- ألبرتو ماسياس على موقع الاتحاد الدولي (مؤرشف)  (الإنجليزية)
- ألبرتو ماسياس على موقع قاعدة بيانات كرة القدم.إي يو (الإنجليزية)
- ألبرتو ماسياس على موقع ناشيونال فوتبول تيمز (الإنجليزية)
- ألبرتو ماسياس على موقع أوليمبيديا (الإنجليزية)